# Disney Dream
O Disney Dream é um navio de passageiros operado pela Disney Cruise Line e construído pelos estaleiros da Meyer Werft em Papenburg, Alemanha. É a terceira embarcação de cruzeiro da The Walt Disney Company depois do Disney Magic e  Disney Wonder, sendo seguido pelo Disney Fantasy. Sua construção começou em agosto de 2009, sendo lançado ao mar em outubrodo ano seguinte e realizando sua viagem inaugural em janeiro de 2011.

## História e construção
Em fevereiro de 2007, a Disney Cruise Line anunciou que havia encomendado dois novos navios. O primeiro corte de aço no casco do navio ocorreu em março de 2009 nos estaleiros navais de Meyer Werft em Papenburg, na Alemanha. Mais tarde naquele mês, os dois navios foram nomeados, com o Disney Dream pronto para entrar em serviço primeiro, seguido por seu navio irmão, o Disney Fantasy. O projeto do Disney Dream foi revelada em uma conferência de imprensa em Nova Iorque no dia 29 de outubro de 2009.
O batimento da quilha do Disney Dream ocorreu em 19 de agosto de 2009. Em 1 de junho de 2010, a seção final do navio, a proa, foi colocada em seu lugar, com o trabalho continuando no interior do navio. Seu lançamento ao mar ocorreu em 30 de outubro de 2010, e Disney Dream teve sua viagem inaugural em 26 de janeiro de 2011.
A Disney Cruise Line tomou posse do Disney Dream em 8 de dezembro de 2010. A embarcação chegou em Porto Canaveral, Flórida, em 4 de janeiro de 2011, sendo batizado em 19 de janeiro de 2011 por Jennifer Hudson. A viagem inaugural do Disney Dream começou em 26 de janeiro de 2011, visitando Nassau, Bahamas e a ilha privada da Disney, Castaway Cay.

## Projeto
O Disney Dream é 40% maior que os dois navios mais antigos da Disney Cruise Line, o Disney Magic e Disney Wonder, com uma arqueação bruta de 129.690 GT, um comprimento de 1.114,7 pés (339,8 m) e uma largura de 137 pés (42 m). O Disney Dream tem 1.250 cabines, transporta 2.500 passageiros (ocupação dupla) ou um máximo de 4.000 passageiros e uma tripulação de 1.458 pessoas.
A buzina do Disney Dream toca músicas de filmes e parques da Disney, especificamente: "When You Wish upon a Star" (Pinóquio), "A Dream Is a Wish Your Heart Makes" (Cinderela), "Be Our Guest" (A Bela e a Fera), "Yo Ho (A Pirate's Life for Me)" (Piratas do Caribe), "Hi-Diddle-Dee-Dee" (Pinóquio), "Do You Want to Build a Snowman?" (Frozen) e "It's a Small World".

## Recreação
As atividades a bordo do Disney Dream incluem um campo de minigolfe, uma pista de caminhada, simuladores de esportes digitais, uma quadra de basquete que pode ser convertida para uso como campo de futebol, quadra de vôlei e tênis de mesa. Há também duas quadras esportivas menores e duas salas para crianças menores.
O navio possui a primeira "montanha-russa de água" no mar, chamada de "AquaDuck". O AquaDuck é um toboágua longo e sinuoso de 765 pés. Outras atividades aquáticas incluem o Mickey's Slide e 3 piscinas. Todas as piscinas contêm água fresca. O Quiet Cove Pool, apenas para adultos, inclui uma série de piscinas com um bar. Há também banheiras de hidromassagem com paredes de vidro para adultos e famílias. O navio também conta com dois teatros: o Walt Disney Theatre, que realiza apresentações ao vivo da Broadway e atos de variedades, e o Buena Vista Theatre, que exibe filmes da Disney. Os atuais shows no estilo da Broadway que estão sendo realizados no navio são Disney's Believe e Beauty and the Beast, que estreou em novembro de 2017. Shows anteriores incluem Villians Tonight! e The Golden Mickey's: A Timeless Tribute. Há uma tela LED de 24 x 14 pés anexada na chaminé da frente voltada para trás, chamada de "Funnel Vision".

## Áreas para crianças e adolescentes
O Disney Dream inclui áreas dedicadas de atividades destinadas a passageiros mais jovens, como o Oceaneer Club, Oceaneer Lab, Edge e Vibe.

## Incidentes
- Em 24 de janeiro de 2012, o Disney Dream esteve envolvido na quase colisão com o Freedom of the Seas em Porto Canaveral.[17]

- Em 5 de agosto de 2012, um funcionário da Disney Cruise Line foi flagrado via câmera de segurança molestando um hóspede de 11 anos em um elevador enquanto o navio ainda estava no porto da Flórida. A criança relatou o incidente imediatamente às autoridades do navio, mas o incidente não foi relatado à política de Porto Canaveral. O suspeito foi retirado do navio no próximo porto de escala nas Bahamas e posteriormente enviado para seu país de origem após ter confessado a ação. A família da vítima não solicitou mais investigações.[18]

- Em 30 de setembro de 2017, a popa do Disney Dream foi danificada em Nassau.